# Сфакс Рейлвейз
«Сфакс Рейлвейз» (фр. Sfax railways sports; араб. نادي سكك الحديد الصفاقسي)  — туніський футбольний клуб з міста Сфакс. Домашні матчі проводить на стадіоні «Амур Ель-Гаргурі», який вміщує 4 000 глядачів.

## Досягнення

### Національні
- Чемпіон Тунісу — 3 (1934, 1953, 1968)
- Володар Кубка Тунісу — 3 (1955, 1968, 1979)